# Fini Modena
Fini Modena (di proprietà del Gruppo Fini S.p.A.) è un'azienda alimentare italiana specializzata nella produzione di pasta fresca ripiena (tortellini, tortelloni, cappelletti e ravioli) e prodotti gastronomici.

## Storia
La storia dell'azienda ebbe origine nel 1912, quando Telesforo Fini aprì una bottega gastronomica nel centro di Modena, sotto i portici di corso Canalchiaro, vicino al Duomo. 
Al negozio si affiancò successivamente un ristorante specializzato nella gastronomia emiliana (pasta ripiena e pasta fresca, bolliti, salse), frequentato da clienti quali Enzo Ferrari e Tazio Nuvolari, Beniamino Gigli e Luciano Pavarotti, Roberto Rossellini e Anna Magnani.
Giorgio Fini, figlio di Telesforo, creò nella vecchia villa padronale un opificio artigianale di produzione gastronomica, che assunse proporzioni industriali con l'acquisto delle prime macchine tortellinatrici e confezionatrici industriali, tali da permettere all'azienda una progressiva espansione.
Nel 1989 Giorgio Fini, desideroso di estendere e innovare ulteriormente l'attività, ma afflitto da gravi problemi di salute (morirà nel 1995) decide di vendere il marchio, che dopo alcuni cambiamenti di proprietà nel 2015 viene definitivamente acquisito dal fondo Paladin Capital Partners, a capitale italiano.
Nel 2015 l'azienda inaugura un nuovo stabilimento produttivo di pasta fresca a Ravarino, di fianco alla sede storica di Le Conserve della Nonna, altro marchio di proprietà del Gruppo Fini.